# Superhirn in Tennisschuhen
Superhirn in Tennisschuhen (Originaltitel: The Computer Wore Tennis Shoes) ist eine US-amerikanische Filmkomödie aus dem Jahr 1969. Der Film hatte mit Es kracht – es zischt – zu seh’n ist nischt und Der Retorten-Goliath zwei Fortsetzungen und wurde 1995 unter dem Titel Dexter Riley – Total verkabelt und nichts begriffen für das Fernsehen neu verfilmt.

## Handlung
Der Dekan des Medfield Colleges Higgins weigert sich, 10.000 US-Dollar für die Wissenschaftsabteilung von Professor Quigley auszugeben. Die Studenten um Dexter, Schuyler und Annie Hannah sind enttäuscht, dass dieser sich gegen die Modernisierung stemmt, weswegen sie beim reichen ortsansässigen Geschäftsmann A.J. Arno darum bitten, ihnen einen Computer zu stiften. Da er bereits jährlich 20.000 US-Dollar für das Footballteam spendet und seinen Computer für illegale Pferdewetten benötigt, sagt er vorerst ab. Erst als alle Wetten berechnet wurden, spendet er den Computer anstelle der 20.000 Dollarspende an die Universität. Der Computer fällt schnell aus und Dexter versucht ihn zu reparieren, wodurch er einen Stromschlag abbekommt. Am nächsten Tag ist er so intelligent, dass er den Universitätsvergleichstest nicht nur in Rekordgeschwindigkeit, sondern auch zu 100 % richtig löst. Der anschließende Arztbesuch gibt Gewissheit, dass Dexter alle Fähigkeiten des Computers übernommen hat. Er tritt in einer landesweit ausgestrahlten Fernsehshow auf, bei der er Fragen aus allen Wissensgebieten beantworten soll. Dabei beeindruckt er mit seinem enormen Selbstbewusstsein, Intelligenz und Geschwindigkeit an korrekten Antworten. Dadurch wird er eine nationale und weltweite Berühmtheit und geht auf Reisen.
Als er wieder zurückkehrt, reißen sich alle darum, dass er für sie arbeitet. So will Higgins, dass er für sein College an einem nationalen Wissenswettbewerb, der mit 100.000 US-Dollar ausgeschrieben ist, teilnimmt. Da Dexter allerdings noch nicht für das Wintersemester immatrikuliert ist, reißt sich auch Dekan Collingsgood von einer konkurrierenden Universität um die Talente Dexters. Dexter allerdings ist gerade dabei, für Arno Pferdewetten zu platzieren und an illegalen Glücksspielen teilzunehmen. Bei einer Polizeirazzia wird er gemeinsam mit Arno, Higgins und Collingsgood verhaftet, die sich in der Zelle darum streiten, für wen Dexter in Zukunft seine Intelligenz einsetzen soll. Dexter weiß nicht, für wen er sich entscheiden soll. Erst als er sieht, dass all seine Freunde die Kaution für ihn bezahlen, nimmt er fortan für sie am Wissenstest teil. Er weiß alle Fragen und besiegt so Team auf Team und schafft es bis ins Finale gegen die Springfield State. Unglücklicherweise wird ihm eine Frage gestellt, die dafür sorgt, dass Wissen bei ihm abgerufen wird, das über das illegale Glücksspiel von Arno handelt. Arnos Leute kidnappen Dexter und die Polizei wird auf den Fall aufmerksam.
Schnell finden die Freunde heraus, dass Arno dahinter steckt und wo Dexter gefangen gehalten wird. Als Maler verkleidet observieren und durchsuchen sie das Haus. Sie entdecken eine Kiste, in der sich Dexter befindet, überwältigen Arnos Männer und fliehen vor seinen Leuten und dessen Schüssen zum Fernsehstudio, wo Schuyler währenddessen beim Wissenstest versagt. Dexter kann rechtzeitig befreit werden und nimmt im Wettbewerb Platz. Doch seine Antworten werden immer langsamer und er scheint seine Intelligenz zu verlieren, sodass er die letzte, alles entscheidende, Frage nicht beantworten kann. Aber genau in diesem Moment weiß Schuyler die Antwort, sodass sie den Wettbewerb gewinnen. Kurz darauf erscheint Arno und wird verhaftet und das Geld wird anschließend leider wiederum nicht für Quigleys Wissenschaftsabteilung verwendet.

## Kritik
„[…] gemütlich, liebenswert, so spannend wie Brei oder ein Antiseptikum und vorhersehbar wie jede halbstündige Familienfernsehshow.“

„Zwar nicht tiefschürfende, aber sehr vergnügliche Disney-Komödie.“

## Veröffentlichung
Der Film hatte seine Weltpremiere am 31. Dezember 1969 und wurde in Deutschland zum ersten Mal am 21. Oktober 1995 auf RTL ausgestrahlt.